# Kommissarie Winter
Kommissarie Winter (en inglés: Inspector Winter) es una serie de televisión sueca transmitida del 9 de noviembre del 2001 al 12 de marzo del 2004 y una nueva serie fue transmitida del 12 de abril del 2010 hasta el 31 de mayo del 2010, ambas por medio de la cadena STV.
La serie está basada en el Inspector Winter, personaje ficticio de las populares novelas del autor sueco Åke Edwardson.
La serie contó con la participación invitadas de actores como Liam Cunningham, Jens Hultén, Martin Wallström, Kim Bodnia, Meliz Karlge, Marie Richardson, Malin Crépin, Annika Hallin, Anna Åström, Jimmy Lindström, Ulric von der Esch, Ramtin Parvaneh, Siw Erixon, 	Robbie Gee, Vladimir Dikanski, Sten Ljunggren, Albert Welling, entre otros...

## Historia
La serie se centra en el Inspector Erik Winter, un detective de la policía atormentado que se debe enfrentar constantemente con el lado más oscuro de la sociedad mientras intenta resolver los crímenes ocurridos. Erik nunca está satisfecho con sólo solucionar los crímenes sino que tiene que entender el porqué.

## Personajes

### Personajes principales (2010)
| Actor           | Personaje       | Ocupación               | Episodios | Duración |
| --------------- | --------------- | ----------------------- | --------- | -------- |
| Magnus Krepper  | Erik Winter     | Inspector de la Policía | 8         | 2010     |
| Jens Hultén     | Fredrik Halders | Inspector de la Policía | 8         | 2010     |
| Peter Andersson | Bertil Ringmar  | Inspector de la Policía | 8         | 2010     |
| Sharon Dyall    | Aneta Djanali   | Detective de la Policía | 8         | 2010     |
| Amanda Ooms     | Angela Winter   | Esposa de Erik          | 8         | 2010     |
| Victor Trägårdh | Lars Bergenheim | Detective de la Policía | 6         | 2010     |
| Stig Engström   | Öberg           | Científico Forense      | 6         | 2010     |

### Personajes recurrentes (2010)
| Actor          | Personaje    | Ocupación             | Episodios | Duración |
| -------------- | ------------ | --------------------- | --------- | -------- |
| Tilde Kamijo   | Elsa Winter  | -                     | 8         | 2010     |
| Dellie Kamijo  | Lilly Winter | -                     | 8         | 2010     |
| Sanna Krepper  | -            | Doctor                | 5         | 2010     |
| Peter Ekedahl  | -            | Oficial de la Policía | 5         | 2010     |
| Anki Lidén     | Siv Winter   | -                     | 4         | 2010     |
| Stefan Gödicke | Micke        | -                     | 3         | 2010     |

### Personajes principales (2001 - 2004)
| Actor              | Personaje        | Ocupación               | Episodios | Duración    |
| ------------------ | ---------------- | ----------------------- | --------- | ----------- |
| Johan Gry          | Erik Winter      | Inspector de la Policía | 12        | 2001 - 2004 |
| Lennart Jähkel     | Fredrik Halders  | Inspector de la Policía | 12        | 2001 - 2004 |
| Krister Henriksson | Bertil Ringmar   | Inspector de la Policía | 12        | 2001 - 2004 |
| Maria Kuhlberg     | Aneta Djanali    | Detective de la Policía | 12        | 2001 - 2004 |
| Ulricha Johnson    | Angela Winter    | Esposa de Erik          | 12        | 2001 - 2004 |
| Niklas Hjulström   | Lars Bergenhem   | Detective de la Policía | 11        | 2001 - 2004 |
| Pierre Lindstedt   | Janne Möllergård | -                       | 11        | 2001 - 2004 |
| Iwar Wiklander     | Birgersson       | -                       | 10        | 2001 - 2004 |

### Personajes recurrentes (2001 - 2004)
| Actor               | Personaje        | Ocupación | Episodios | Duración    |
| ------------------- | ---------------- | --------- | --------- | ----------- |
| Jeanette Holmgren   | Fröberg          | -         | 5         | 2001 - 2004 |
| Carl-Johan Sundberg | Janne Alinder    | -         | 4         | 2001 - 2004 |
| Jan Holmquist       | Beier            | -         | 4         | 2004        |
| Therese Mårtensson  | Elsa Winter      | -         | 4         | 2004        |
| Mona Malm           | Siv Winter       | -         | 4         | 2001        |
| Angela Kovács       | Hanne Östergaard | -         | 4         | 2001        |

## Episodios
Las dos temporadas transmitidas del 9 de noviembre del 2001 y finalizada el 12 de marzo del 2004 contó con 12 episodios.
Estuvieron basadas en las novelas "Dans med en ängel", "Rop från långt avstånd", "Sol och skugga", "Låt det aldrig ta slut", "Himlen är en plats på jorden" y en "Segel av sten".
La temporada transmitida del 12 de abril del 2010 y finalizada el 31 de mayo del mismo año contó con 8 episodios.
Basada en las últimas 4 novelas protagonizadas por el personaje ficticio de Erik Winter: Vänaste land (en inglés: Beautiful Country), Rum nummer 10 (Room 10), Nästan död man (A Nearly Dead Man) y en Den sista vintern (The Last Winter).

## Producción
El elenco de producción de la serie transmitida del 9 de noviembre de 2001 al 12 de marzo de 2004 estuvo conformada por los directores Björn Gunnarsson y Eddie Thomas Petersen, así como de los escritores Björn Gunnarsson, Petersen y Åke Edwardson. Contó con el productor ejecutivo Martin Ersgård y la productora de posproducción Pia Lafrenz, mientras que la música estuvo en manos de Tommy Hanson y Mats Jenséus.
La primera temporada contó con la compañía de producción "SVT Drama, Göteborg", mientras que la segunda contó con "SVT Väst", ambas obtuvieron el apoyo en la coproducción de "Yleisradio (YLE)" y la segunda temporada también contó con "Norsk Rikskringkasting (NRK)". Distribuida por "Sveriges Television (SVT)", otras compañías que participaron en la serie fueron "Nordiska TV-Samarbetsfonden" y "SVT:s ateljéer".
En el 2009 la cadena STV anunció que había comisionado una nueva serie conformada por 8 episodios para el 2010.
La serie contó con los directores Emiliano Goessens, Trygve Allister Diesen y Molly Hartleb, con el apoyo de los escritores Åke Edwardson, Lars Bill Lundholm y Alexander Söderberg. Producida por Atle Bye, contó con el productor ejecutivo Christian Wikander. La música estuvo a cargo de Nicholas Sillitoe.
Contó con la compañía de producción "Provincia de Västra Götaland". En el 2010 fue distribuida por "SVT Göteborg" en todo el mundo por todos los medios y en el 2014 por "Edel Media & Entertainment" en DVD en Alemania.
Ambas producciones fueron filmadas en Gotemburgo, Provincia de Västra Götaland, Suecia.

### Emisión en otros países
| País      | Título                             | Cadenas/Línea | Fecha de Inicio                              | Fecha de Finalización |
| --------- | ---------------------------------- | ------------- | -------------------------------------------- | --------------------- |
| Alemania  | Kommissar Winter                   | -             | 22 de marzo de 2012                          | -                     |
| Finlandia | Komissario Winter                  | -             | 2 de julio de 2003 (primeras dos temporadas) | -                     |
| Francia   | Les enquêtes du commissaire Winter | -             | 22 de marzo de 2012                          | -                     |